# With You (песня Криса Брауна)
«With You» (с англ. — «С тобой») ― сингл R&B исполнителя Крис Брауна с его второго студийного альбома Exclusive, выпущенный 21 марта 2008 года. Он возглавила чарты в Новой Зеландии и вошел в пятерку лучших в нескольких странах. В США песня заняла 2-е место в чарте Billboard Hot 100 и 1-е место в Mainstream Top 40. Песня сертифицирована как 4x платиновая в США и Австралии.

## Музыкальный клип
Клип был снят в Лос-Анджелесе, штат Калифорния, 20 ноября 2007 года. Премьера состоялась на музыкальных каналах MTV, BET и Fuse TV в течение недели 3 декабря 2007 года. В интервью MTV от 8 ноября 2007 года Браун заявил, что он также был сорежиссером этого видео. Клип получил награду в номинации Лучшее мужское видео на MTV Video Music Awards 2008 года.

## Критика
Билл Лэмб с сайта About.com наградил сингл рейтингом в четыре с половиной звезды, восхваляя теплоту песни в гитарной аранжировке и романтический вокал Брауна. В заключение своей рецензии он сказал: 
Этот сингл доказывает, что Крис Браун не только удивительно талантливый танцор, но и чуткий вокалист. Он идеально подойдет для романтических мероприятий.

Эринн В. Уэстбрук из Harvard Crimson положительно отозвалась о сингле, сказав: 
Он немного слащавый, но Браун выглядит удивительно искренним.
Энди Келлман из Allmusic назвал его одним из самых ярких в альбоме. Ник Левин из Digital Spy отдал песне три звезды, назвав ее красивой, фолк-окрашенной R&B балладой.

## Трек-лист
| Promotional single 1. "With You" – 4:14 Three-track EP 1. "With You" – 4:12 2. "With You (Tracy Young Remix)" – 6:18 3. "With You (Kovas Ghetto Beat Extended Remix)" – 5:00 | Five-track EP 1. "With You (Main Version)" – 4:12 2. "With You (B&B Remix)" – 3:45 3. "With You (Kardianl Beats Remix)" – 3:51 4. "With You (Tracy Young Remix)" – 6:18 5. "With You (Kovas Ghetto Beat Extended Remix)" – 5:00 Digital download 1. "With You (Main Version)" – 4:12 2. "With You (B&B Remix)" – 3:45 |

## Чарты
| Чарт (2008)                                 | Высшая позиция |
| ------------------------------------------- | -------------- |
| Австралия (ARIA)                            | 5              |
| Австрия (Ö3 Austria Top 40)                 | 42             |
| Канада (Billboard Canadian Hot 100)         | 2              |
| Дания (Tracklisten)                         | 22             |
| Европа (Billboard European Hot 100 Singles) | 15             |
| Франция (SNEP)                              | 11             |
| Германия (GfK)                              | 33             |
| Ирландия (IRMA)                             | 3              |
| Нидерланды (Single Top 100)                 | 56             |
| Новая Зеландия (Recorded Music NZ)          | 1              |
| Словакия (Rádio — Top 100)                  | 44             |
| Швеция (Sverigetopplistan)                  | 31             |
| Швейцария (Schweizer Hitparade)             | 24             |
| Великобритания (OCC UK Singles)             | 8              |
| США (Billboard Hot 100)                     | 2              |
| США (Billboard Adult Contemporary)          | 29             |
| США (Billboard Adult Pop Airplay)           | 28             |
| США (Billboard Hot R&B/Hip-Hop Songs)       | 5              |
| США (Billboard Pop Airplay)                 | 1              |
| США (Billboard Rhythmic)                    | 1              |

| Чарт (2008)                          | Позиция |
| ------------------------------------ | ------- |
| Australia (ARIA)                     | 31      |
| Australian Physical Top Singles      | 13      |
| Australia Urban (ARIA)               | 10      |
| Canada (Canadian Hot 100)            | 28      |
| France (SNEP)                        | 81      |
| Sweden (Sverigetopplistan)           | 96      |
| Switzerland (Schweizer Hitparade)    | 85      |
| UK Singles (Official Charts Company) | 39      |
| US Billboard Hot 100                 | 9       |
| US Hot R&B/Hip-Hop Songs (Billboard) | 29      |
| US Mainstream Top 40 (Billboard)     | 10      |
| US Rhythmic (Billboard)              | 5       |

## Сертификации
| Регион | Сертификация  | Продажи    |
| --- | ------------- | ---------- |
| Австралия (ARIA) | 4× Платиновый | 280 000^   |
| Бразилия (ABPD) | Платиновый    | 60 000*    |
| Новая Зеландия (RMNZ) | Платиновый    | 15 000*    |
| Дания (IFPI Danmark) | Золотой       | 7500^      |
| Норвегия (IFPI Norway) | 2× Платиновый | 20 000*    |
| Япония (RIAJ) | Золотой       | 100 000^   |
| Канада (Music Canada) · (Ringtone) | Золотой       | 5000^      |
| Великобритания (BPI) | Платиновый    | 600 000    |
| США (RIAA) | 4× Платиновый | 4 000 000  |
| США (RIAA) · (Mastertone) | 2× Платиновый | 2 000 000^ |
| * Данные о продажах приведены только на основе сертификации. · ^ Данные о тиражах приведены только на основе сертификации. · Данные о продажах + прослушиваниях приведены только на основе сертификации. |               |            |